# Tanaostigmodes sonorensis
Tanaostigmodes sonorensis är en stekelart som beskrevs av Lasalle 1987. Tanaostigmodes sonorensis ingår i släktet Tanaostigmodes och familjen Tanaostigmatidae. Inga underarter finns listade i Catalogue of Life.